# Edward Szymański (inżynier)
Edward Szymański (ur. 17 marca 1862 w Warszawie, zm. 9 lipca 1907 tamże), polski inżynier wodociągów i kanalizacji, autor artykułów w "Przeglądzie Technicznym".
Był synem Edwarda. W 1888 uzyskał dyplom Wydziału Inżynierii politechniki w Rydze i rok później podjął pracę w warszawskich wodociągach i kanalizacji. Uczestniczył w budowie, a od 1897 był starszym inżynierem stacji pomp przy ulicy Czerniakowskiej. W 1905 awansował na stanowisko zastępcy głównego inżyniera; funkcję tę pełnił w tym czasie William Lindley.
Opublikował w "Przeglądzie Technicznym" wiele artykułów, m.in. O wpływie kanałów na obniżenie wód gruntowych (1896), Budowa II smoka wodociągowego w Warszawie (1896), Szkodliwość gazów kanałowych i zabezpieczenie od nich mieszkań (1897), Regulacja ujścia Wisły (1897). Pozostawił też w rękopisie opracowanie dotyczące budowy III smoka wodociągowego w Warszawie.
Zmarły w lipcu 1907 inżynier Szymański pochowany został na cmentarzu Powązkowskim.